# 曙光站 (宁波市)
曙光站是浙江省宁波市建设中的一座地下城市轨道交通车站，属于宁波轨道交通7号线和规划10号线。7号线车站计划于2026年底启用。

## 车站形制
曙光站位于鄞州区惊驾路、曙光路口。7号线车站位于曙光路东，沿惊驾路东西向布置，为地下三层岛式车站，长320米，宽20.8米，总建筑面积19082平方米。10号线车站位于惊驾路以北，沿曙光路南北向布置。两线呈L型节点换乘。

## 出口
7号线曙光站规划设置3个出口。